# Medankarwadi
Medankarwadi es una  ciudad censal situada en el distrito de Pune en el estado de Maharashtra (India). Su población es de 12576 habitantes (2011). Se encuentra a 27 km de Pune.

## Demografía
Según el censo de 2011 la población de Medankarwadi era de 12576 habitantes, de los cuales 7113 eran hombres y 5463 eran mujeres. Medankarwadi tiene una tasa media de alfabetización del 89,88%, superior a la media estatal del 82,34%: la alfabetización masculina es del 92,23%, y la alfabetización femenina del 81,75%.